# 國際足協世界盃金手套獎
國際足協世界盃金手套獎（英语：Golden Glove Award in FIFA World Cup），是國際足協世界盃的单项奖之一，专门表彰当届最佳守门员。从2010年世界杯起，该奖项改为“世界杯金手套奖”。國際足協世界盃金手套獎在2010年世界盃前為“雅辛奖”（Yashin Award），為紀念蘇聯門將列夫·耶辛其畢生功績。
目前為止已頒發過八屆，其中法國的、德國的、義大利的、西班牙的和阿根廷的馬丁內斯都是打入世界盃決賽的球員。

## 歷屆獲獎得主列表
| 耶辛獎           | 耶辛獎 |
| 年份             | 獲得者 |
| ---------------- | ------ |
| 1994年 美國      | 比利时 |
| 1998年 法國      | 法國   |
| 2002年 韓國/日本 | 德国   |
| 2006年 德國      | 義大利 |
| 金手套獎         |        |
| 2010年 南非      | 西班牙 |
| 2014年 巴西      | [ 1 ]  |
| 2018年 俄羅斯    | [ 2 ]  |
| 2022年 卡達      | 阿根廷 |